# 魔法门之英雄无敌：王国
《魔法门之英雄无敌：王国》（Might and Magic Heroes Kingdoms）是《魔法门之英雄无敌V》系列的正统延续，由魔法门之英雄无敌V的开发团队在2006年开始研发的网页游戏，支持多人同时在线。